# 브린 공정
브린 공정(영어: Brin process)은 현재 더 이상 사용되지 않는 산소 생산 공정이다. 브린 공정은 산화바륨이 500-600 °C에서 공기와 함께 반응해 과산화 바륨을 형성하며, 과산화 바륨은 800 °C 이상에서 분해되어 산소를 방출하는 반응을 활용한다.
2 BaO ⇌ 2 BaO 2 + O 2
이 반응은 1811년 조제프 루이 게이뤼삭과 루이 자크 테나르에 의해 처음 발견되었으며, 장 바티스트 부생고는 1852년에 이 반응을 반복하여 산소를 생산하는 공정을 확립하려고 했으나, 몇번 반복하면 반응이 더 일어나지 않는 문제점이 있었다. 부생고의 제자였던 퀜틴 브린과 아서 레온 브린 형제는 공기 중의 미량의 이산화 탄소가 탄산바륨을 형성하기 때문에 반응이 일어나지 않는다는 것을 발견했으며, 이후 수산화나트륨으로 이산화탄소를 제거해 문제를 해결했다. 1884년 브린 형제는 이를 더욱 개선시킨 공정을 통해 산소를 생산하는 공장을 열었다.
이후 1886년 형제는 브린 산소 회사(영어: Brins Oxygen Company)를 설립했으며, 1906년에 영국산소회사(영어: British Oxygen Company)로 회사명을 바꾸었다.
당시 산소의 주요 용도 중 하나는 석회광이었다. 19세기 말 물의 전기분해와 액화 공기의 분별 증류를 통해서 더 저렴하게 산소를 생산할 수 있게 되면서 브린 공정은 점차 사용되지 않게 되었다.